# دوري آيسلندا الممتاز 1942
دوري آيسلندا الممتاز 1942 (بالآيسلندية: Efsta deild karla í knattspyrnu 1942) هو الموسم 31 من  دوري آيسلندا الممتاز. كان عدد الأندية المشاركة فيه  5، وفاز فيه نادي فالور.